# شارلوت كروسبي
شارلوت كروسبي (بالإنجليزية: Charlotte Crosby)‏ هي مقدمة تلفزيونية بريطانية، ولدت في 16 مايو 1990 في سندرلاند في المملكة المتحدة.

## وصلات خارجية
- الموقع الرسمي
- شارلوت كروسبي على موقع IMDb (الإنجليزية)
- شارلوت كروسبي على موقع قاعدة بيانات الفيلم (الإنجليزية)